# Mistrzostwa Europy U-21 w Piłce Nożnej 2021 (eliminacje)
Eliminacje do Mistrzostw Europy U-21 w piłce nożnej rozpoczęły się 18 marca 2019, a zakończyły się 17 listopada 2020. Eliminacje mają na celu wyłonienie czternastu drużyn, które obok gospodarzy reprezentacji Węgier oraz Słowenii zagrają w turnieju finałowym. Piłkarze urodzeni po 1 stycznia 1998 roku są dopuszczeni do gry.

## Format eliminacji
Pierwotny plan eliminacji zakładał zakończenie rywalizacji w grupach do 13 października 2020 roku. 9 zwycięzców grup i najlepszy zespół z drugiego miejsca miały bezpośrednio awansować do turnieju. Pozostałe 8 drużyn z drugich miejsc rywalizowałoby w dwumeczu, zaplanowanym na listopad 2020 roku. o pozostałe 4 miejsca na turnieju. Ze względu na pandemie COVID-19 spotkania zaplanowane na marzec 2020 roku nie odbyły się, w związku z czym UEFA musiała wyznaczyć nowe terminy rywalizacji. Zrezygnowano z rozgrywania baraży, a awans na mistrzostwa uzyska 9 zwycięzców grup i 5 najlepszych drużyn z drugich miejsc.

## Losowanie grup
Do udziału w eliminacjach zgłosiły się 53 federacje krajowe, czyli wszystkie z wyjątkiem: Węgier i Słowenii, które są gospodarzami turnieju finałowego. Drużyny zostały podzielone na pięć koszyków po dziewięć reprezentacji i jeden koszyk ośmiozespołowy. W pierwszych ośmiu grupach znalazło się po jednej drużynie z koszyków A-F, a w ostatniej tylko drużyny z koszyków A-E. Ze względów politycznych w jednej grupie nie mogły znaleźć się reprezentacje Hiszpanii i Gibraltaru oraz Serbii i Kosowa. Losowanie zostało przeprowadzone dnia 11 grudnia 2018 w Nyonie.
| Koszyk A |
| --- |
| Niemcy U-21 Anglia U-21 Hiszpania U-21 Portugalia U-21 Dania U-21 Francja U-21 Włochy U-21 Serbia U-21 Chorwacja U-21 |

| Koszyk B |
| --- |
| Austria U-21 Szwecja U-21 Belgia U-21 Słowacja U-21 Polska U-21 Rumunia U-21 Czechy U-21 Holandia U-21 Izrael U-21 |

| Koszyk C |
| --- |
| Grecja U-21 Ukraina U-21 Norwegia U-21 Rosja U-21 Turcja U-21 Islandia U-21 Walia U-21 Szwajcaria U-21 Czarnogóra U-21 |

| Koszyk D |
| --- |
| Bułgaria U-21 Finlandia U-21 Irlandia U-21 Gruzja U-21 Kosowo U-21 Szkocja U-21 Macedonia Północna U-21 Białoruś U-21 Bośnia i Hercegowina U-21 |

| Koszyk E |
| --- |
| Irlandia Północna U-21 Albania U-21 Mołdawia U-21 Litwa U-21 Kazachstan U-21 Łotwa U-21 Azerbejdżan U-21 Armenia U-21 Cypr U-21 |

| Koszyk F |
| --- |
| Luksemburg U-21 Malta U-21 Estonia U-21 Wyspy Owcze U-21 Gibraltar U-21 Andora U-21 San Marino U-21 Liechtenstein U-21 |

## Faza grupowa
W przypadku równej liczby punktów, zespoły są klasyfikowane według następujących zasad.
1. liczba punktów zdobytych w meczach między tymi drużynami,
2. różnica bramek strzelonych w meczach tych drużyn,
3. bramki zdobyte w meczach tych drużyn,
4. bramki na wyjeździe zdobyte w meczach tych drużyn,
5. jeśli więcej niż dwie drużyny miały identyczny dorobek i po zastosowaniu powyższych zasad wciąż co najmniej dwie drużyny mają identyczny dorobek, powyższe zasady stosuje się ponownie tylko dla zainteresowanych drużyn. Jeśli nie da to rozstrzygnięcia i wciąż dwie drużyny będą miały identyczny dorobek stosuje się zasady poniżej,
6. różnica bramek we wszystkich meczach grupowych,
7. liczba strzelonych bramek we wszystkich meczach grupowych,
8. liczba strzelonych bramek we wszystkich meczach wyjazdowych,
9. liczba wygranych meczów w fazie grupowej,
10. liczba wygranych meczów wyjazdowych w fazie grupowej,
11. liczba kar indywidualnych we wszystkich meczach (1 punkt za żółtą kartkę, 3 punkty za czerwoną kartkę (również tę za dwie żółte kartki)),
12. pozycja w rankingu UEFA.

Dodatkowo ze względu na pandemię COVID-19 wprowadzono dodatkowe regulacje dotyczące rozegranych meczów:
1. Jeśli drużyna nie jest w stanie wystawić 13 zawodników do meczu (w tym 1 bramkarza) i nie ma możliwości przełożenia spotkania, drużyna ta zostaje ukarana walkowerem 0:3.
2. Jeśli UEFA zdecyduje, że mecz nie może się odbyć z winy obu drużyn, bądź żadnej z drużyn, UEFA może zdecydować o losowaniu wyniku meczu przez pracownika UEFA. Możliwe wyniki to 1:0 dla gospodarzy, 0:1 dla gości, 0:0 remis.

Legenda do tabelek
- Pkt – liczba punktów
- M – liczba meczów
- W – wygrane
- R – remisy
- P – porażki
- Br+ – bramki zdobyte
- Br- – bramki stracone
- +/- – różnica bramek

### Grupa 1
| Reprezentacja   | M  | W | R | P | Br+ | Br- | +/- | Pkt. |
| --------------- | -- | - | - | - | --- | --- | --- | ---- |
| Włochy U-21 (A) | 10 | 7 | 1 | 1 | 27  | 5   | +22 | 25   |
| Islandia U-21   | 10 | 7 | 0 | 3 | 19  | 12  | +7  | 21   |
| Irlandia U-21   | 10 | 6 | 1 | 3 | 15  | 8   | +7  | 19   |
| Szwecja U-21    | 10 | 6 | 0 | 4 | 31  | 12  | +19 | 18   |
| Armenia U-21    | 10 | 1 | 0 | 9 | 4   | 33  | -29 | 3    |
| Luksemburg U-21 | 10 | 1 | 0 | 9 | 3   | 29  | -26 | 3    |

1. 1 2  Miejsca określono na podstawie różnicy bramek w meczach bezpośrednich: Armenia – +1, Luksemburg – -1.

| 24 marca 2019 18:00 CET | Irlandia U-21 · Idah 34', 68' · Farrugia 38' | 3:0Raport | Luksemburg U-21 | Tallaght Stadium, Dublin Widzów: 4772 Sędzia: Timoteos Christofi |
|                         |                                              |           |                 |                                                                  |

| 6 września 2019 19:00 CET | Islandia U-21 · Guðjohnsen 48' (k.) · Þorsteinsson 58' · W. Willumsson 63' | 3:0Raport | Luksemburg U-21 | Víkingsvöllur, Reykjavík Widzów: 412 Sędzia: Aleksandrs Anufrijevs |
|                           |                                                                            |           |                 |                                                                    |

| 6 września 2019 21:00 CET | Irlandia U-21 · Parrott 31' | 1:0Raport | Armenia U-21 | Tallaght Stadium, Dublin Widzów: 3658 Sędzia: Fyodor Zammit |
|                           |                             |           |              |                                                             |

| 9 września 2019 19:00 CET | Islandia U-21 · W. Willumsson 30' · Ólafsson 34' · Þorsteinsson 40' · Jónsson 74' · Leifsson 76' · B. Willumsson 80' | 6:1Raport | Armenia U-21 · Melkonjan 60' | Víkingsvöllur, Reykjavík Widzów: 335 Sędzia: Igor Pajac |
|                           | |           |                              |                                                         |

| 10 września 2019 18:30 CET | Włochy U-21 · Locatelli 9' (k.) · Kean 37' (k.) · Sottil 62' · Tumminello 68' · Scamacca 77' | 5:0Raport | Luksemburg U-21 | Stadio Teofilo Patini, Castel di Sangro Widzów: 5000 Sędzia: Peter Kjaesgaard |
|                            |                                                                                              |           |                 |                                                                               |

| 10 września 2019 18:30 CET | Szwecja U-21 · Svanberg 19' | 1:3Raport | Irlandia U-21 · Parrott 69', 90+2' · Masterson 87' | Guldfågeln Arena, Kalmar Widzów: 4078 Sędzia: Rade Obrenovic |
|                            |                             |           |                                                    |                                                              |

| 10 października 2019 21:05 CET | Irlandia U-21 | 0:0Raport | Włochy U-21 | Tallaght Stadium, Dublin Widzów: 7231 Sędzia: Sascha Stegemann |
|                                |               |           |             |                                                                |

| 11 października 2019 13:00 CET | Armenia U-21 · R. Mkrtczjan 56' · Danieljan 86' | 2:0Raport | Luksemburg U-21 | Stadion Miejski w Giumri, Giumri Widzów: 2550 Sędzia: Sebastian Gishamer |
|                                |                                                 |           |                 |                                                                          |

| 12 października 2019 15:45 CET | Szwecja U-21 · Svanberg 22' · Gyökeres 38' · Leifsson 51' (sam.) · Kulusevski 60' · Erlingmark 75' | 5:0Raport | Islandia U-21 | Olympia, Helsingborg Widzów: 1832 Sędzia: Lawrence Visser |
|                                | |           |               |                                                           |

| 14 października 2019 18:30 CET | Armenia U-21 | 0:1Raport | Włochy U-21 · Scamacca 20' | Stadion Akademii Piłkarskiej w Erywaniu, Erywań Widzów: 720 Sędzia: Ádám Farkas |
|                                |              |           |                            |                                                                                 |

| 15 października 2019 17:00 CET | Islandia U-21 · Guðjohnsen 29' (k.) | 1:0Raport | Irlandia U-21 | Víkingsvöllur, Reykjavík Widzów: 228 Sędzia: Dumitri Muntean |
|                                |                                     |           |               |                                                              |

| 15 października 2019 19:00 CET | Luksemburg U-21 | 0:3Raport | Szwecja U-21 · Kulusevski 22' (k.) · Larsson 32', 42' | Stade Municipal de la Ville de Differdange, Differdange Widzów: 0 Sędzia: Gal Leibowic |
|                                |                 |           |                                                       |                                                                                        |

| 14 listopada 2019 13:00 CET | Armenia U-21 | 0:1Raport | Irlandia U-21 · Elbouzedi 63' | Stadion Akademii Piłkarskiej w Erywaniu, Erywań Widzów: 270 Sędzia: Antti Munukka |
|                             |              |           |                               |                                                                                   |

| 16 listopada 2019 18:30 CET | Włochy U-21 · Sottil 32' · Cutrone 84', 90' | 3:0Raport | Islandia U-21 | Stadio Paolo Mazza, Ferrara Sędzia: Horațiu Feșnic |
|                             |                                             |           |               |                                                    |

| 19 listopada 2019 21:00 CET | Włochy U-21 · Kean 15', 41' · Pinamonti 25' · Zanellato 53' · Scamacca 57' · Del Prato 66' | 6:0Raport | Armenia U-21 | Stadio Angelo Massimino, Katania Sędzia: Stéphanie Frappart |
|                             |                                                                                            |           |              |                                                             |

| 19 listopada 2019 21:00 CET | Irlandia U-21 · O’Connor 50' · Idah 63' · Parrott 73' · Elbouzedi 87' | 4:1Raport | Szwecja U-21 · Gyökeres 18' | Tallaght Stadium, Dublin Widzów: 2760 Sędzia: Karim Abed |
|                             |                                                                       |           |                             |                                                          |

| 4 września 2020 18:30 CET | Islandia U-21 · Guðjohnsen 66' | 1:0Raport | Szwecja U-21 | Víkingsvöllur, Reykjavík Widzów: 0 Sędzia: Pavel Orel |
|                           |                                |           |              |                                                       |

| 8 września 2020 17:00 CET | Luksemburg U-21 · Korac 38' · Avdusinovic 90+5' | 2:1Raport | Armenia U-21 · Harutjunjan 25' | Stade de la Frontière, Esch-sur-Alzette Widzów: 0 Sędzia: Juxhin Xhaja |
|                           |                                                 |           |                                |                                                                        |

| 8 września 2020 18:30 CET | Szwecja U-21 · Almqvist 13', 30' · Henriksson 52' | 3:0Raport | Włochy U-21 | Guldfågeln Arena, Kalmar Widzów: 0 Sędzia: Luis Godinho |
|                           |                                                   |           |             |                                                         |

| 9 października 2020 18:30 CET | Szwecja U-21 · Karlsson 22' (k.), 33' · Svensson 31' · Beijmo 71' | 4:0Raport | Luksemburg U-21 | Olympia, Helsingborg Sędzia: Christian-Petru Ciochirca |
|                               |                                                                   |           |                 |                                                        |

| 13 października 2020 17:00 CET | Luksemburg U-21 | 0:2Raport | Islandia U-21 · Ólafsson 30' · Guðjohnsen 32' | Stade Émile Mayrisch, Esch-sur-Alzette Sędzia: Ondrej Pechanec |
|                                |                 |           |                                               |                                                                |

| 13 października 2020 17:30 CET | Włochy U-21 · Sottil 43' · Cutrone 62' | 2:0Raport | Irlandia U-21 | Arena Garibaldi-Stadio Romeo Anconetani, Piza Sędzia: Krzysztof Jakubik |
|                                |                                        |           |               |                                                                         |

| 13 października 2020 18:30 CET | Szwecja U-21 · Karlsson 32' (k.), 41' (k.), 44' · Ingelsson 57' · Abraham 68', 90+2' · Hansson 77', 82', 90+3' · Sarr 88' | 10:0Raport | Armenia U-21 | Arena Lublin, Lublin (Polska) Sędzia: Milovan Milacic |
|                                | |            |              |                                                       |

| 12 listopada 2020 14:15 CET | Islandia U-21 · W. Willumsson 63' | 1:2Raport | Włochy U-21 · Pobega 35', 88' | Víkingsvöllur, Reykjavík Sędzia: Joanis Papadopulos |
|                             |                                   |           |                               |                                                     |

| 13 listopada 2020 16:00 CET | Armenia U-21 | 0:3 (w.o.)Raport | Szwecja U-21 | Stadion im. Andonisa Papadopulosa, Larnaka (Cypr) |
|                             |              |                  |              |                                                   |

| 15 listopada 2020 13:30 CET | Irlandia U-21 · Leifsson 75' (sam.) | 1:2Raport | Islandia U-21 · Guðjohnsen 25' · Ingimundarson 90+3' | Tallaght Stadium, Dublin Sędzia: Juan Martínez Munuera |
|                             |                                     |           |                                                      |                                                        |

| 15 listopada 2020 17:30 CET | Luksemburg U-21 | 0:4Raport | Włochy U-21 · Scamacca 15', 29' · Pinamonti 56' · Marchizza 66' | Stade Municipal de Differdange, Differdange Sędzia: Matthew De Gabriele |
|                             |                 |           |                                                                 |                                                                         |

| 18 listopada 2020 15:00 CET | Luksemburg U-21 · Avdusinovic 84' | 1:2Raport | Irlandia U-21 · Kayode 35' · Lennon 65' | Stade de la Frontière, Esch-sur-Alzette Sędzia: Kaarlo Oskari Hämäläinen |
|                             |                                   |           |                                         |                                                                          |

| 18 listopada 2020 17:30 CET | Armenia U-21 | 0:3 (w.o.)Raport | Islandia U-21 | Stadion im. Andonisa Papadopulosa, Larnaka (Cypr) |
|                             |              |                  |               |                                                   |

| 18 listopada 2020 17:30 CET | Włochy U-21 · Maleh 27' · Raspadori 48', 61' · Scamacca 68' | 4:1Raport | Szwecja U-21 · Karlsson 50' | Arena Garibaldi-Stadio Romeo Anconetani, Piza Sędzia: Stuart Attwell |
|                             |                                                             |           |                             |                                                                      |

### Grupa 2
| Reprezentacja      | M  | W | R | P | Br+ | Br- | +/- | Pkt. |
| ------------------ | -- | - | - | - | --- | --- | --- | ---- |
| Francja U-21 (A)   | 10 | 9 | 0 | 1 | 32  | 10  | +22 | 27   |
| Szwajcaria U-21    | 10 | 9 | 0 | 1 | 26  | 8   | +18 | 27   |
| Gruzja U-21        | 10 | 5 | 0 | 5 | 17  | 14  | +3  | 15   |
| Słowacja U-21      | 10 | 4 | 0 | 6 | 22  | 21  | +1  | 12   |
| Azerbejdżan U-21   | 10 | 2 | 0 | 8 | 6   | 18  | -12 | 6    |
| Liechtenstein U-21 | 10 | 1 | 0 | 9 | 3   | 35  | -32 | 3    |

| 6 czerwca 2019 19:00 CET | Liechtenstein U-21 · Frick 10' (k.) | 1:0Raport | Azerbejdżan U-21 | Sportpark Eschen-Mauren, Eschen Widzów: 323 Sędzia: Tim Marshall |
|                          |                                     |           |                  |                                                                  |

| 5 września 2019 17:00 CET | Gruzja U-21 · Kawtaradze 30' · Samurkasowi 36' · Arabidze 53' · Bughridze 70' | 4:0Raport | Liechtenstein U-21 | Stadion im. Tengiza Burdżanadze, Gori Widzów: 2000 Sędzia: Alex Troleis |
|                           |                                                                               |           |                    |                                                                         |

| 6 września 2019 18:30 CET | Azerbejdżan U-21 · Ekincier 7', 90+3' | 2:1Raport | Słowacja U-21 · Tupta 82' | Dalğa Arena, Baku Widzów: 274 Sędzia: Dejan Jakimowski |
|                           |                                       |           |                           |                                                        |

| 10 września 2019 18:30 CET | Liechtenstein U-21 | 0:5Raport | Szwajcaria U-21 · Zeqiri 40', 49' · Ndoye 74' · Okafor 77' · Stojilković 90+3' | Rheinpark Stadion, Vaduz Widzów: 774 Sędzia: Paul McLaughlin |
|                            |                    |           |                                                                                |                                                              |

| 10 września 2019 18:30 CET | Azerbejdżan U-21 | 0:3Raport | Gruzja U-21 · Arweladze 45+3' · Bughridze 73' · Arabidze 84' | Dalğa Arena, Baku Widzów: 357 Sędzia: Laurent Kopriwa |
|                            |                  |           |                                                              |                                                       |

| 9 października 2019 18:00 CET | Liechtenstein U-21 · Caglar 63' · Frick 67' | 2:4Raport | Słowacja U-21 · Strelec 8' · Bernát 43' · Herc 68', 90+3' | Sportpark Eschen-Mauren, Eschen Widzów: 275 Sędzia: Vilhjálmur Thórarinsson |
|                               |                                             |           |                                                           |                                                                             |

| 10 października 2019 21:00 CET | Francja U-21 · Édouard 2', 36' · Zagadou 40' · Aouar 51' · Nordin 76' | 5:0Raport | Azerbejdżan U-21 | Stade de l’Épopée, Calais Widzów: 8912 Sędzia: António Nobre |
|                                |                                                                       |           |                  |                                                              |

| 11 października 2019 19:00 CET | Szwajcaria U-21 · Vargas 57' · Lotomba 83' | 2:1Raport | Gruzja U-21 · Arabidze 61' | Stadion Schützenwiese, Winterthur Widzów: 650 Sędzia: Trustin Farrugia Cann |
|                                |                                            |           |                            |                                                                             |

| 15 października 2019 18:00 CET | Azerbejdżan U-21 | 0:1Raport | Szwajcaria U-21 · Bajrami 33' | Kapital Bank Arena, Sumgait Widzów: 1517 Sędzia: Novak Simović |
|                                |                  |           |                               |                                                                |

| 15 października 2019 21:00 CET | Słowacja U-21 · Strelec 5' · Herc 52' · Tupta 62' | 3:5Raport | Francja U-21 · Reine-Adélaïde 3' · Aouar 13' · Édouard 23', 35', 81' | MOL Aréna, Dunajská Streda Widzów: 2603 Sędzia: Donald Robertson |
|                                |                                                   |           |                                                                      |                                                                  |

| 14 listopada 2019 15:00 CET | Azerbejdżan U-21 · Ekincier 65' | 1:0Raport | Liechtenstein U-21 | Kapital Bank Arena, Sumgait Widzów: 715 Sędzia: Lukas Sotiriu |
|                             |                                 |           |                    |                                                               |

| 15 listopada 2019 21:00 CET | Francja U-21 · Reine-Adélaïde 15', 54' · Édouard 90+2' (k.) | 3:2Raport | Gruzja U-21 · Kochreidze 58' · Kwaracchelia 60' | Stade Marcel Picot, Tomblaine Widzów: 11 798 Sędzia: Christopher Jaeger |
|                             |                                                             |           |                                                 |                                                                         |

| 18 listopada 2019 18:00 CET | Słowacja U-21 · Kolesár 28' · Herc 52' · Gamboš 66' | 3:2Raport | Gruzja U-21 · Kucia 8' · Spanderaszwili 89' | Štadión pod Zoborom, Nitra Sędzia: Eldorjan Hamiti |
|                             |                                                     |           |                                             |                                                    |

| 19 listopada 2019 19:00 CET | Szwajcaria U-21 · Guillemenot 44' · Zeqiri 45+1', 53' | 3:1Raport | Francja U-21 · Édouard 19' (k.) | Stade de la Maladière, Neuchâtel Sędzia: Stuart Attwell |
|                             |                                                       |           |                                 |                                                         |

| 4 września 2020 19:00 CET | Gruzja U-21 | 0:2Raport | Francja U-21 · Beriaszili 38' (sam.) · Édouard 90+3' (k.) | Stadion im. Tengiza Burdżanadze, Gori Widzów: 0 Sędzia: Duje Strukan |
|                           |             |           |                                                           |                                                                      |

| 4 września 2020 19:00 CET | Szwajcaria U-21 · Zeqiri 10' (k.), 77' · Okafor 37' · Ndoye 71' | 4:1Raport | Słowacja U-21 · Tupta 43' | LIPO Park Schaffhausen, Szafuza Widzów: 0 Sędzia: Mads Kristoffersen |
|                           |                                                                 |           |                           |                                                                      |

| 7 września 2020 19:00 CET | Azerbejdżan U-21 · Bayramov 90+1' | 1:2Raport | Francja U-21 · Édouard 26' (k.) · Gouiri 84' | Kapital Bank Arena, Sumgait Widzów: 0 Sędzia: Halis Özkahya |
|                           |                                   |           |                                              |                                                             |

| 8 września 2020 17:00 CET | Liechtenstein U-21 | 0:2Raport | Gruzja U-21 · Spanderaszwili 20' · Samurkasowi 35' | Sportpark Eschen-Mauren, Eschen Widzów: 0 Sędzia: Dragomir Draganow |
|                           |                    |           |                                                    |                                                                     |

| 8 września 2020 20:15 CET | Słowacja U-21 · Strelec 66' | 1:2Raport | Szwajcaria U-21 · Zeqiri 88' (k.) · Ndoye 90+3' | Štadión pod Zoborom, Nitra Widzów: 0 Sędzia: Keith Kennedy |
|                           |                             |           |                                                 |                                                            |

| 8 października 2020 16:30 CET | Słowacja U-21 · Tupta 61' · Mesík 90+4' | 2:1Raport | Azerbejdżan U-21 · Çelik 66' | Štadión pod Zoborom, Nitra Widzów: 0 Sędzia: Kristoffer Hagenes |
|                               |                                         |           |                              |                                                                 |

| 8 października 2020 21:00 CET | Francja U-21 · Gouiri 7', 30' · Ikoné 9' · Marxer 43' (sam.) · Faivre 51' | 5:0Raport | Liechtenstein U-21 | Stade de la Meinau, Strasburg Sędzia: Ian McNabb |
|                               |                                                                           |           |                    |                                                  |

| 9 października 2020 18:00 CET | Gruzja U-21 | 0:3Raport | Szwajcaria U-21 · Ndoye 27' · Zeqiri 69' (k.) · Pusic 81' | Stadion im. Tengiza Burdżanadze, Gori Sędzia: Jonathan Lardot |
|                               |             |           |                                                           |                                                               |

| 12 października 2020 21:00 CET | Francja U-21 · Koundé 22' | 1:0Raport | Słowacja U-21 | Stade de la Meinau, Strasburg Sędzia: Miloš Djordjic |
|                                |                           |           |               |                                                      |

| 13 października 2020 17:00 CET | Gruzja U-21 · Guliaszwili 42' | 1:0Raport | Azerbejdżan U-21 | Stadion im. Tengiza Burdżanadze, Gori Sędzia: Dzmitryj Dzmitryjeu |
|                                |                               |           |                  |                                                                   |

| 13 października 2020 18:00 CET | Szwajcaria U-21 · Guillemenot 4' · Zeqiri 42' · Sidler 54' | 3:0Raport | Liechtenstein U-21 | Tissot Arena, Biel/Bienne Widzów: 532 Sędzia: Danijar Sachi |
|                                |                                                            |           |                    |                                                             |

| 12 listopada 2020 11:00 CET | Gruzja U-21 · Fabiš 9' (sam.) · Mekwabiszwili 78' | 2:1Raport | Słowacja U-21 · Gono 90+1' | Stadion im. Micheila Meschiego, Tbilisi Sędzia: Gergő Bogár |
|                             |                                                   |           |                            |                                                             |

| 12 listopada 2020 19:00 CET | Szwajcaria U-21 · Toma 49' · Stojilković 90+1' | 2:1Raport | Azerbejdżan U-21 · Kökçü 22' | Arena Thun, Thun Sędzia: Kaspar Sjöberg |
|                             |                                                |           |                              |                                         |

| 12 listopada 2020 20:45 CET | Liechtenstein U-21 | 0:5Raport | Francja U-21 · Dagba 3' · Faivre 5' · Badiashile 17' · Reine-Adélaïde 57' · Lihadji 80' | Rheinpark Stadion, Vaduz Sędzia: Morten Krogh |
|                             |                    |           |                                                                                         |                                               |

| 16 listopada 2020 21:00 CET | Francja U-21 · Édouard 18', 23' · Kolo 90+2' | 3:1Raport | Szwajcaria U-21 · Imeri 89' | Stade Michel d’Ornano, Caen Sędzia: Witalij Mieszkow |
|                             |                                              |           |                             |                                                      |

| 17 listopada 2020 17:00 CET | Słowacja U-21 · Kadák 5' · Unterrainer 9' (sam.) · Almási 33' · Gono 67' · Bernát 71' · Vallo 77' | 6:0Raport | Liechtenstein U-21 | Štadión pod Zoborom, Nitra Sędzia: Nicolas Laforge |
|                             |                                                                                                   |           |                    |                                                    |

### Grupa 3
| Reprezentacja   | M  | W | R | P | Br+ | Br- | +/- | Pkt. |
| --------------- | -- | - | - | - | --- | --- | --- | ---- |
| Anglia U-21 (A) | 10 | 9 | 1 | 0 | 34  | 9   | +25 | 28   |
| Austria U-21    | 10 | 6 | 0 | 4 | 24  | 16  | +8  | 18   |
| Albania U-21    | 10 | 4 | 2 | 4 | 16  | 21  | -5  | 14   |
| Turcja U-21     | 10 | 4 | 1 | 5 | 15  | 18  | -3  | 13   |
| Kosowo U-21     | 10 | 3 | 0 | 7 | 9   | 20  | -11 | 9    |
| Andora U-21     | 10 | 1 | 2 | 7 | 10  | 24  | -14 | 5    |

| 23 marca 2019 19:00 CET | Albania U-21 · Tafa 20' | 1:2Raport | Turcja U-21 · Yüksel 11' · Özcan 78' | Elbasan Arena, Elbasan Widzów: 1900 Sędzia: Erik Lambrechts |
|                         |                         |           |                                      |                                                             |

| 26 marca 2019 18:30 CET | Andora U-21 · Aláez 19', 55' | 2:2Raport | Albania U-21 · Imeri 53' · Sula 86' | Estadi Comunal, Andorra la Vella Widzów: 578 Sędzia: Kári Jóannesarson Á Høvdanum |
|                         |                              |           |                                     |                                                                                   |

| 6 czerwca 2019 18:30 CET | Andora U-21 | 0:4Raport | Kosowo U-21 · Gashi 4' (k.) · Daku 30' · Mema 32' · Abedini 45' | Estadi Comunal, Andorra la Vella Widzów: 207 Sędzia: Danijar Sachi |
|                          |             |           |                                                                 |                                                                    |

| 7 czerwca 2019 19:30 CET | Turcja U-21 · Müldür 54' · Dervişoğlu 85' | 2:2Raport | Albania U-21 · Maloku 49' · Bullari 90+5' | Necmi Kadıoğlu Stadyumu, Stambuł Widzów: 2100 Sędzia: Alain Durieux |
|                          |                                           |           |                                           |                                                                     |

| 11 czerwca 2019 20:00 CET | Kosowo U-21 · Xhemajli 45+2' · Daku 72' · Kastrati 90' | 3:1Raport | Turcja U-21 · Dervişoğlu 46' | Stadion im. Fadila Vokrriego, Prisztina Widzów: 2875 Sędzia: Ivar Orri Kristjansson |
|                           |                                                        |           |                              |                                                                                     |

| 5 września 2019 18:00 CET | Andora U-21 · Rosas 36' | 1:3Raport | Austria U-21 · Meister 22', 26' · Danso 76' (k.) | Estadi Comunal, Andorra la Vella Widzów: 278 Sędzia: Alexandru Tean |
|                           |                         |           |                                                  |                                                                     |

| 6 września 2019 19:45 CET | Turcja U-21 · Sinik 25' · Müldür 51' | 2:3Raport | Anglia U-21 · Nketiah 4', 74' · Nelson 75' | Kocaeli Stadium, Izmit Widzów: 14 955 Sędzia: Luis Godinho |
|                           |                                      |           |                                            |                                                            |

| 9 września 2019 16:00 CET | Albania U-21 | 0:4Raport | Austria U-21 · Raguž 6' · Lovrić 9', 73' · Baumgartner 72' | Stadiumi Niko Dovana, Durrës Widzów: 1200 Sędzia: Petri Viljanen |
|                           |              |           |                                                            |                                                                  |

| 9 września 2019 20:45 CET | Anglia U-21 · Foden 25', 90+3' | 2:0Raport | Kosowo U-21 | KCOM Stadium, Kingston upon Hull Widzów: 15 258 Sędzia: Kristoffer Karlsson |
|                           |                                |           |             |                                                                             |

| 11 października 2019 20:30 CET | Austria U-21 · Meister 10' · Raguž 32' · Lovrić 65' | 3:0Raport | Turcja U-21 | Sonnenseestadion, Ritzing Widzów: 1076 Sędzia: Kiriłł Lewnikow |
|                                |                                                     |           |             |                                                                |

| 15 października 2019 19:00 CET | Albania U-21 · Tafa 76' · Mucolli 81' | 2:1Raport | Kosowo U-21 · Baftiu 90' | Elbasan Arena, Elbasan Widzów: 845 Sędzia: José Luis Munuera Montero |
|                                |                                       |           |                          |                                                                      |

| 15 października 2019 20:45 CET | Anglia U-21 · Hudson-Odoi 12', 45+1' · Nketiah 28', 39', 79' | 5:1Raport | Austria U-21 · Baumgartner 66' | Stadium MK, Milton Keynes Widzów: 11 772 Sędzia: Michael Fabbri |
|                                |                                                              |           |                                |                                                                 |

| 15 listopada 2019 18:00 CET | Austria U-21 · Raguž 14' · Friedl 20', 69' · Lovrić 74' (k.) | 4:0Raport | Kosowo U-21 | Keine Sorgen Arena, Ried im Innkreis Sędzia: Alan Mario Sant |
|                             |                                                              |           |             |                                                              |

| 15 listopada 2019 19:00 CET | Albania U-21 | 0:3Raport | Anglia U-21 · Foden 22' · Gallagher 43' · Nelson 90+3' | Stadion Loro-Boriçi, Szkodra Widzów: 1050 Sędzia: Lionel Tschudi |
|                             |              |           |                                                        |                                                                  |

| 19 listopada 2019 18:00 CET | Andora U-21 · Cucu 7' · Aláez 86' (k.) | 2:0Raport | Turcja U-21 | Estadi Nacional, Andorra la Vella Sędzia: Dragan Petrovic |
|                             |                                        |           |             |                                                           |

| 4 września 2020 18:30 CET | Austria U-21 · Wolf 84' (k.) | 1:5Raport | Albania U-21 · Kallaku 17' · Tuci 27' · Muçi 65', 88' · Selmani 90' | Keine Sorgen Arena, Ried im Innkreis Widzów: 0 Sędzia: Rob Jenkins |
|                           |                              |           |                                                                     |                                                                    |

| 4 września 2020 19:00 CET | Kosowo U-21 | 0:6Raport | Anglia U-21 · Nketiah 52', 56', 62' (k.) · Nelson 67' · Sessegnon 83' · Bellingham 86' | Stadion im. Fadila Vokrriego, Prisztina Widzów: 0 Sędzia: Mohammed Al-Hakim |
|                           |             |           |                                                                                        |                                                                             |

| 4 września 2020 19:30 CET | Turcja U-21 · Yalçın 50' | 1:0Raport | Andora U-21 | Necmi Kadıoğlu Stadyumu, Stambuł Widzów: 0 Sędzia: Matthew De Gabriele |
|                           |                          |           |             |                                                                        |

| 8 września 2020 19:00 CET | Albania U-21 · Selmani 63' · Vrioni 86' · Bullari 90+5' | 3:1Raport | Andora U-21 · Aláez 3' (k.) | Elbasan Arena, Elbasan Widzów: 0 Sędzia: Jasmin Sabotic |
|                           |                                                         |           |                             |                                                         |

| 8 września 2020 20:30 CET | Austria U-21 · Schmidt 61' | 1:2Raport | Anglia U-21 · Nketiah 28' · Godfrey 50' | Keine Sorgen Arena, Ried im Innkreis Widzów: 0 Sędzia: Fran Jović |
|                           |                            |           |                                         |                                                                   |

| 7 października 2020 15:00 CET | Andora U-21 · Cucu 28', 76' · García 90+1' | 3:3Raport | Anglia U-21 · Davies 45+1' · Dasilva 69' · Nketiah 82' | Estadi Nacional, Andorra la Vella Sędzia: David Fuxman |
|                               |                                            |           |                                                        |                                                        |

| 9 października 2020 19:00 CET | Kosowo U-21 | 0:1Raport | Austria U-21 · Grüll 86' | Stadion im. Fadila Vokrriego, Prisztina Sędzia: Laurent Kopriwa |
|                               |             |           |                          |                                                                 |

| 13 października 2020 19:00 CET | Kosowo U-21 · Daku 62' | 1:0Raport | Andora U-21 | Stadion im. Fadila Vokrriego, Prisztina Sędzia: Jamie Robert Robinson |
|                                |                        |           |             |                                                                       |

| 13 października 2020 20:30 CET | Anglia U-21 · Türkmen 17' (sam.) · Nketiah 88' | 2:1Raport | Turcja U-21 · Dervişoğlu 90+2' | Molineux Stadium, Wolverhampton Sędzia: Willy Delajod |
|                                |                                                |           |                                |                                                       |

| 13 listopada 2020 18:00 CET | Turcja U-21 · Dervişoğlu 64', 81', 90+2' | 3:2Raport | Austria U-21 · Arase 36' · Wolf 90' | Samsun 19 Mayis Stadyumu, Samsun Sędzia: Balázs Berke |
|                             |                                          |           |                                     |                                                       |

| 13 listopada 2020 19:00 CET | Kosowo U-21 | 0:1Raport | Albania U-21 · Çokaj 35' | Stadion im. Fadila Vokrriego, Prisztina Sędzia: Nathan Verboomen |
|                             |             |           |                          |                                                                  |

| 13 listopada 2020 20:30 CET | Anglia U-21 · Jones 27' · Wilmot 49' · Hudson-Odoi 65' (k.) | 3:1Raport | Andora U-21 · García 45' (k.) | Molineux Stadium, Wolverhampton Sędzia: Sigurd Kringstad |
|                             |                                                             |           |                               |                                                          |

| 17 listopada 2020 17:00 CET | Turcja U-21 · Dervişoğlu 21' · Yalçın 32' (k.) · Özdemir 64' | 3:0Raport | Kosowo U-21 | Samsun 19 Mayis Stadyumu, Samsun Sędzia: Aleksiej Matiunin |
|                             |                                                              |           |             |                                                            |

| 17 listopada 2020 20:25 CET | Austria U-21 · Wolf 4' (k.), 31' · Grüll 11' · Wöber 90+5' (k.) | 4:0Raport | Andora U-21 | Keine Sorgen Arena, Ried im Innkreis Sędzia: Manfredas Lukjancukas |
|                             |                                                                 |           |             |                                                                    |

| 17 listopada 2020 20:25 CET | Anglia U-21 · Hudson-Odoi 5' · Justin 26' · Musiala 36' · Nketiah 52', 86' | 5:0Raport | Albania U-21 | Molineux Stadium, Wolverhampton Sędzia: Alain Bieri |
|                             |                                                                            |           |              |                                                     |

### Grupa 4
| Reprezentacja   | M  | W | R | P  | Br+ | Br- | +/- | Pkt. |
| --------------- | -- | - | - | -- | --- | --- | --- | ---- |
| Czechy U-21 (A) | 10 | 6 | 3 | 1  | 20  | 4   | +16 | 21   |
| Chorwacja U-21  | 10 | 6 | 2 | 2  | 37  | 7   | +30 | 20   |
| Szkocja U-21    | 10 | 5 | 3 | 2  | 16  | 5   | +11 | 18   |
| Grecja U-21     | 10 | 5 | 1 | 4  | 10  | 11  | -1  | 16   |
| Litwa U-21      | 10 | 3 | 1 | 6  | 9   | 15  | -6  | 10   |
| San Marino U-21 | 10 | 0 | 0 | 10 | 0   | 50  | -50 | 0    |

| 5 czerwca 2019 20:30 CET | San Marino U-21 | 0:3Raport | Litwa U-21 · Kloniūnas 7' · Dubickas 29' · Čyžas 60' | San Marino Stadium, Serravalle Widzów: 240 Sędzia: Rahim Hasanov |
|                          |                 |           |                                                      |                                                                  |

| 10 czerwca 2019 18:00 CET | Grecja U-21 · Kambetsis 26', 68' · Pawlidis 29', 37' · Wrusai 51' | 5:0Raport | San Marino U-21 | Stadion im. Jeorjosa Kamarasa, Ateny Widzów: 258 Sędzia: Dumitri Muntean |
|                           |                                                                   |           |                 |                                                                          |

| 5 września 2019 20:30 CET | Szkocja U-21 · Tosi 21' (sam.) · Middleton 28' | 2:0Raport | San Marino U-21 | New St. Mirren Park, Paisley Widzów: 1542 Sędzia: Witalij Romanow |
|                           |                                                |           |                 |                                                                   |

| 6 września 2019 18:00 CET | Czechy U-21 · Vaníček 16' · Šašinka 68' (k.) | 2:0Raport | Litwa U-21 | Stadion Střelecký ostrov, Czeskie Budziejowice Widzów: 3823 Sędzia: Nicolas Laforge |
|                           |                                              |           |            |                                                                                     |

| 10 września 2019 16:30 CET | Grecja U-21 · Buzukis 80' | 1:0Raport | Litwa U-21 | Stadion im. Grigorisa Lambrakisa, Kalitea Widzów: 258 Sędzia: Besfort Kasumi |
|                            |                           |           |            |                                                                              |

| 10 września 2019 20:00 CET | Chorwacja U-21 · Kulenović 10' | 1:2Raport | Szkocja U-21 · McLennan 81', 89' | Stadion Šubićevac, Szybenik Widzów: 2134 Sędzia: Michal Ocenáš |
|                            |                                |           |                                  |                                                                |

| 10 października 2019 17:00 CET | Czechy U-21 · Hložek 76' | 1:1Raport | Grecja U-21 · Buzukis 45+2' (k.) | Stadion Miejski w Karwinie, Karwina Widzów: 2126 Sędzia: Jørgen Burchardt |
|                                |                          |           |                                  |                                                                           |

| 10 października 2019 18:15 CET | Szkocja U-21 | 0:0Raport | Litwa U-21 | Tynecastle Stadium, Edynburg Widzów: 1084 Sędzia: Krzysztof Jakubik |
|                                |              |           |            |                                                                     |

| 14 października 2019 17:00 CET | Czechy U-21 | 0:0Raport | Szkocja U-21 | Městský fotbalový stadion Miroslava Valenty, Uherské Hradiště Widzów: 5187 Sędzia: Alain Durieux |
|                                |             |           |              |                                                                                                  |

| 14 października 2019 19:00 CET | San Marino U-21 | 0:7Raport | Chorwacja U-21 · Kulenović 6', 24', 45+2' · Ivanušec 26', 57' · Bistrović 42' · Soldo 75' | San Marino Stadium, Serravalle Widzów: 170 Sędzia: Kaarlo Oskari Hämäläinen |
|                                |                 |           |                                                                                           |                                                                             |

| 14 listopada 2019 17:30 CET | Litwa U-21 · Antanavičius 60' | 1:3Raport | Chorwacja U-21 · Ivanušec 9' · Posavec 73' · Bistrović 89' | Stadion LFF, Wilno Widzów: 243 Sędzia: Kristoffer Hagenes |
|                             |                               |           |                                                            |                                                           |

| 14 listopada 2019 18:00 CET | Czechy U-21 · Hložek 11', 69' · Janošek 15', 82' · Krejčí 38', 67' | 6:0Raport | San Marino U-21 | Letní stadion na Zadních Vinohradech, Chomutov Widzów: 1977 Sędzia: Helgi Mikael Jónasson |
|                             |                                                                    |           |                 |                                                                                           |

| 15 listopada 2019 20:00 CET | Szkocja U-21 | 0:1Raport | Grecja U-21 · Nikolau 90+1' (k.) | Tynecastle Stadium, Edynburg Sędzia: Bojan Pandžić |
|                             |              |           |                                  |                                                    |

| 18 listopada 2019 18:00 CET | Chorwacja U-21 · Ivanušec 30' | 1:2Raport | Czechy U-21 · Krejčí 39' · Bucha 72' | Stadion Radnika, Velika Gorica Sędzia: Espen Eskås |
|                             |                               |           |                                      |                                                    |

| 2 września 2020 20:30 CET | San Marino U-21 | 0:6Raport | Czechy U-21 · Drchal 20', 28' · Krejčí 65', 77' · Holík 78' · Šulc 85' | San Marino Stadium, Serravalle Widzów: 0 Sędzia: Aminie Kurhieli |
|                           |                 |           |                                                                        |                                                                  |

| 3 września 2020 19:00 CET | Chorwacja U-21 · Moro 2' · Majer 6', 25' · Musa 15', 53' | 5:0Raport | Grecja U-21 | Stadion Anđelko Herjavec, Varaždin Widzów: 0 Sędzia: Marco Di Bello |
|                           |                                                          |           |             |                                                                     |

| 6 września 2020 20:30 CET | San Marino U-21 | 0:1Raport | Grecja U-21 · Emanuilidis 25' | San Marino Stadium, Serravalle Widzów: 0 Sędzia: Jason Lee Barcelo |
|                           |                 |           |                               |                                                                    |

| 7 września 2020 18:00 CET | Czechy U-21 | 0:0Raport | Chorwacja U-21 | Stadion Střelecký ostrov, Czeskie Budziejowice Widzów: 0 Sędzia: Iwajło Stojanow |
|                           |             |           |                |                                                                                  |

| 8 września 2020 17:30 CET | Litwa U-21 | 0:1Raport | Szkocja U-21 · A. Campbell 82' | Stadion LFF, Wilno Widzów: 0 Sędzia: Juri Frischer |
|                           |            |           |                                |                                                    |

| 8 października 2020 17:30 CET | Litwa U-21 · Čyžas 17' · Mėgelaitis 66' | 2:0Raport | Grecja U-21 | Marijampolės futbolo arena, Mariampol Sędzia: Kateryna Monzul |
|                               |                                         |           |             |                                                               |

| 8 października 2020 18:00 CET | Chorwacja U-21 · Kulenović 2' · Majer 23' · Špikić 34' · Ivanušec 40', 44', 73' · Nejašmić 52', 56' · Vizinger 78' · Gvardiol 81' | 10:0Raport | San Marino U-21 | Stadion Kranjčevićeva, Zagrzeb Sędzia: Ivar Orri Kristjansson |
|                               | |            |                 |                                                               |

| 9 października 2020 18:30 CET | Szkocja U-21 · Hornby 25' · McCrorie 82' | 2:0Raport | Czechy U-21 | Tynecastle Stadium, Edynburg Sędzia: Guillermo Cuadra Fernandez |
|                               |                                          |           |             |                                                                 |

| 13 października 2020 16:00 CET | Grecja U-21 | 0:1Raport | Chorwacja U-21 · Majer 27' | Stadion im. Apostolosa Nikolaidisa, Ateny Widzów: 0 Sędzia: José Luis Munuera Montero |
|                                |             |           |                            |                                                                                       |

| 13 października 2020 17:30 CET | San Marino U-21 | 0:7Raport | Szkocja U-21 · Hornby 20' (k.), 50', 51' · Turnbull 39' · Maguire 43' · McLennan 70' · Ashby 75' | San Marino Stadium, Serravalle Sędzia: Luis Teixeira |
|                                |                 |           |                                                                                                  |                                                      |

| 13 października 2020 17:30 CET | Litwa U-21 | 0:1Raport | Czechy U-21 · Šašinka 22' | Marijampolės futbolo arena, Mariampol Sędzia: Morten Krogh |
|                                |            |           |                           |                                                            |

| 12 listopada 2020 16:00 CET | Szkocja U-21 · Middleton 54' · McLennan 70' | 2:2Raport | Chorwacja U-21 · Moro 20' · Bistrović 25' | Tynecastle Stadium, Edynburg Sędzia: Michael Fabbri |
|                             |                                             |           |                                           |                                                     |

| 13 listopada 2020 17:30 CET | Litwa U-21 · Petkevičius 31' · Banevičius 55' · Uzėla 77' | 3:0Raport | San Marino U-21 | Stadion LFF, Wilno Sędzia: Dzmitryj Dzmitryjeu |
|                             |                                                           |           |                 |                                                |

| 13 listopada 2020 18:00 CET | Grecja U-21 | 0:2Raport | Czechy U-21 · Bucha 68' (k.) · Drchal 90+1' | Stadion im. Apostolosa Nikolaidisa, Ateny Sędzia: Adrien Jaccottet |
|                             |             |           |                                             |                                                                    |

| 17 listopada 2020 17:00 CET | Chorwacja U-21 · Špikić 13' · Musa 29', 66' · Šverko 36' · Šutalo 57' · Moro 70', 76' | 7:0Raport | Litwa U-21 | Stadion Aldo Drosina, Pula Sędzia: Ian McNabb |
|                             |                                                                                       |           |            |                                               |

| 17 listopada 2020 17:00 CET | Grecja U-21 · Christopulos 27' | 1:0Raport | Szkocja U-21 | Stadion im. Apostolosa Nikolaidisa, Ateny Sędzia: Benoît Millot |
|                             |                                |           |              |                                                                 |

### Grupa 5
| Reprezentacja  | M  | W | R | P | Br+ | Br- | +/- | Pkt. |
| -------------- | -- | - | - | - | --- | --- | --- | ---- |
| Rosja U-21 (A) | 10 | 7 | 2 | 1 | 22  | 4   | +18 | 23   |
| Polska U-21    | 10 | 6 | 2 | 2 | 19  | 8   | +11 | 20   |
| Bułgaria U-21  | 10 | 5 | 3 | 2 | 14  | 5   | +9  | 18   |
| Serbia U-21    | 10 | 3 | 3 | 4 | 12  | 9   | +3  | 12   |
| Estonia U-21   | 10 | 1 | 2 | 7 | 3   | 34  | -31 | 5    |
| Łotwa U-21     | 10 | 0 | 4 | 6 | 7   | 17  | -10 | 4    |

| 5 września 2019 16:30 CET | Estonia U-21 | 0:4Raport | Bułgaria U-21 · Jordanow 15', 48', 65' · Iwanow 39' | Stadion Kadriorg, Tallinn Widzów: 207 Sędzia: Milovan Milačić |
|                           |              |           |                                                     |                                                               |

| 6 września 2019 16:00 CET | Łotwa U-21 | 0:1Raport | Polska U-21 · Klimala 27' | Semigalskie Centrum Olimpijskie, Jełgawa Widzów: 350 Sędzia: Admir Šehović |
|                           |            |           |                           |                                                                            |

| 6 września 2019 18:00 CET | Rosja U-21 · Diwiejew 20' | 1:0Raport | Serbia U-21 | Mordowija Ariena, Sarańsk Widzów: 28 220 Sędzia: Manfredas Lukjancukas |
|                           |                           |           |             |                                                                        |

| 10 września 2019 18:00 CET | Polska U-21 · Płacheta 6' · Fila 65' · Jóźwiak 80' · Dziczek 90+4' (k.) | 4:0Raport | Estonia U-21 | Stadion Miejski w Białymstoku, Białystok Widzów: 6358 Sędzia: Rohit Saggi |
|                            |                                                                         |           |              |                                                                           |

| 10 września 2019 19:00 CET | Serbia U-21 · Adžić 57' | 1:1Raport | Łotwa U-21 · Regža 10' | Stadion Karađorđe, Nowy Sad Widzów: 723 Sędzia: Keith Kennedy |
|                            |                         |           |                        |                                                               |

| 10 września 2019 19:30 CET | Bułgaria U-21 | 0:0Raport | Rosja U-21 | Stadion Sławia w Sofii, Sofia Widzów: 1800 Sędzia: Urs Schnyder |
|                            |               |           |            |                                                                 |

| 11 października 2019 16:00 CET | Rosja U-21 · Utkin 25' · Sulejmanow 90+1' | 2:2Raport | Polska U-21 · Diwiejew 10' (sam.) · Klimala 45+1' | Stadion Centralny w Jekaterynburgu, Jekaterynburg Widzów: 16 028 Sędzia: Pavel Orel |
|                                |                                           |           |                                                   |                                                                                     |

| 11 października 2019 18:00 CET | Bułgaria U-21 | 0:1Raport | Serbia U-21 · Stuparević 87' | Stadion Sławia w Sofii, Sofia Widzów: 1020 Sędzia: Giorgi Kruaszwili |
|                                |               |           |                              |                                                                      |

| 11 października 2019 18:15 CET | Estonia U-21 · Soomets 11' · Valge 24' | 2:1Raport | Łotwa U-21 · Regža 18' | Pärnu Rannastaadion, Parnawa Widzów: 247 Sędzia: Rauf Jabarov |
|                                |                                        |           |                        |                                                               |

| 15 października 2019 17:00 CET | Łotwa U-21 | 0:0Raport | Bułgaria U-21 | Stadion Skonto, Ryga Widzów: 305 Sędzia: Marcel Birsan |
|                                |            |           |               |                                                        |

| 15 października 2019 18:00 CET | Polska U-21 · Bogusz 79' | 1:0Raport | Serbia U-21 | Stadion Widzewa Łódź, Łódź Widzów: 3628 Sędzia: João Pinheiro |
|                                |                          |           |             |                                                               |

| 15 października 2019 18:15 CET | Estonia U-21 | 0:5Raport | Rosja U-21 · Czałow 26' (k.) · Głuszenkow 35' · Glebow 65' · Krugowoj 69' · Kaługin 75' | Pärnu Rannastaadion, Parnawa Widzów: 403 Sędzia: Nikolas Neokleus |
|                                |              |           |                                                                                         |                                                                   |

| 15 listopada 2019 16:00 CET | Rosja U-21 · Diwiejew 9' · Umiarow 65' | 2:0Raport | Łotwa U-21 | Rostow Ariena, Rostów nad Donem Widzów: 11 088 Sędzia: Morten Krogh |
|                             |                                        |           |            |                                                                     |

| 15 listopada 2019 17:00 CET | Bułgaria U-21 · Jordanow 43' · Iwanow 51', 61' | 3:0Raport | Polska U-21 | Stadion Sławia w Sofii, Sofia Widzów: 453 Sędzia: Jarosław Kozyk |
|                             |                                                |           |             |                                                                  |

| 15 listopada 2019 19:00 CET | Serbia U-21 · L. Ilić 12' · Joveljić 20', 52', 61' · I. Ilić 38' · Tedić 87' | 6:0Raport | Estonia U-21 | Stadion Čair, Nisz Widzów: 504 Sędzia: Nathan Verboomen |
|                             |                                                                              |           |              |                                                         |

| 19 listopada 2019 19:00 CET | Serbia U-21 | 0:2Raport | Rosja U-21 · Czałow 8' · Sulejmanow 44' | Stadion Čair, Nisz Widzów: 3413 Sędzia: Juan Martínez Munuera |
|                             |             |           |                                         |                                                               |

| 4 września 2020 16:00 CET | Łotwa U-21 · Liepa 8' · Regža 17' | 2:2Raport | Serbia U-21 · Mašović 51' · Adžić 67' (k.) | Semigalskie Centrum Olimpijskie, Jełgawa Widzów: 0 Sędzia: Gai Leibovitz |
|                           |                                   |           |                                            |                                                                          |

| 4 września 2020 18:00 CET | Estonia U-21 | 0:6Raport | Polska U-21 · Bogusz 5', 59' · Klimala 16' · Kamiński 35' · Gumny 48' · Tomczyk 82' | Pärnu Rannastaadion, Parnawa Widzów: 0 Sędzia: Petri Viljanen |
|                           |              |           |                                                                                     |                                                               |

| 4 września 2020 18:00 CET | Rosja U-21 · Głuszenkow 2' · Diwiejew 66' | 2:0Raport | Bułgaria U-21 | Ariena Chimki, Chimki Widzów: 0 Sędzia: Arda Kardeşler |
|                           |                                           |           |               |                                                        |

| 8 września 2020 16:00 CET | Łotwa U-21 · Regža 62' | 1:1Raport | Estonia U-21 · Reinkort 54' | Semigalskie Centrum Olimpijskie, Jełgawa Widzów: 0 Sędzia: Goga Kikaczeiszwili |
|                           |                        |           |                             |                                                                                |

| 8 września 2020 18:00 CET | Polska U-21 · Dziczek 62' | 1:0Raport | Rosja U-21 | Stadion Widzewa Łódź, Łódź Widzów: 0 Sędzia: Kevin Clancy |
|                           |                           |           |            |                                                           |

| 8 września 2020 20:00 CET | Serbia U-21 · L. Ilić 87' (k.) | 1:2Raport | Bułgaria U-21 · Iliew 45+1' · Krystew 65' | Stadion Metalac, Gornji Milanovac Widzów: 0 Sędzia: Espen Eskås |
|                           |                                |           |                                           |                                                                 |

| 9 października 2020 17:00 CET | Rosja U-21 · Villota 8' (sam.) · Kuczajew 13' · Czałow 21' (k.), 40' | 4:0Raport | Estonia U-21 | Ariena Chimki, Chimki Widzów: 650 Sędzia: António Nobre |
|                               |                                                                      |           |              |                                                         |

| 9 października 2020 17:45 CET | Bułgaria U-21 · Iwanow 67' | 1:0Raport | Łotwa U-21 | Stadion Sławia w Sofii, Sofia Sędzia: Wiktar Szymusik |
|                               |                            |           |            |                                                       |

| 9 października 2020 18:00 CET | Serbia U-21 · Nikolić 11' | 1:0Raport | Polska U-21 | Stadion Metalac, Gornji Milanovac Sędzia: Bram Van Driessche |
|                               |                           |           |             |                                                              |

| 13 października 2020 15:00 CET | Estonia U-21 | 0:0Raport | Serbia U-21 | Stadion Slokas, Jurmała (Łotwa) Sędzia: Paul McLaughlin |
|                                |              |           |             |                                                         |

| 13 października 2020 16:00 CET | Łotwa U-21 · Lūsiņš 90+3' | 1:4Raport | Rosja U-21 · Kuczajew 28' · Jewgienjew 51' · Lesowoj 55' · Łomowickij 85' | Stadion Skonto, Ryga Widzów: 653 Sędzia: Roomer Tarajev |
|                                |                           |           |                                                                           |                                                         |

| 13 października 2020 18:00 CET | Polska U-21 · Bida 66' | 1:1Raport | Bułgaria U-21 · Dimitrow 41' | Stadion Miejski w Gdyni, Gdynia Sędzia: Allard Lindhout |
|                                |                        |           |                              |                                                         |

| 17 listopada 2020 17:30 CET | Bułgaria U-21 · Kotew 28' · Tombak 30' · Krystew 88' | 3:0Raport | Estonia U-21 | Stadion Sławia w Sofii, Sofia Sędzia: Walter Altmann |
|                             |                                                      |           |              |                                                      |

| 17 listopada 2020 17:30 CET | Polska U-21 · Białek 48' · Kiwior 61' · Klimala 71' | 3:1Raport | Łotwa U-21 · Regža 89' | Stadion Widzewa Łódź, Łódź Sędzia: Dragan Petrovic |
|                             |                                                     |           |                        |                                                    |

### Grupa 6
| Reprezentacja           | M  | W | R | P | Br+ | Br- | +/- | Pkt. |
| ----------------------- | -- | - | - | - | --- | --- | --- | ---- |
| Hiszpania U-21 (A)      | 10 | 9 | 1 | 0 | 20  | 1   | +19 | 28   |
| Macedonia Północna U-21 | 10 | 5 | 3 | 2 | 20  | 12  | +8  | 18   |
| Izrael U-21             | 10 | 3 | 4 | 3 | 12  | 14  | -2  | 13   |
| Kazachstan U-21         | 10 | 3 | 1 | 6 | 12  | 21  | -9  | 10   |
| Wyspy Owcze U-21        | 10 | 3 | 0 | 7 | 11  | 25  | -14 | 9    |
| Czarnogóra U-21         | 10 | 2 | 1 | 7 | 11  | 13  | -2  | 7    |

| 6 czerwca 2019 18:00 CET | Wyspy Owcze U-21 · Radosavljevic 85' | 1:3Raport | Kazachstan U-21 · Bachtijarow 2' · Baczek 68' · Prokopienko 90+4' | Svangaskarð, Toftir Widzów: 213 Sędzia: Iwan Arwel Griffith |
|                          |                                      |           |                                                                   |                                                             |

| 11 czerwca 2019 20:30 CET | Czarnogóra U-21 · Tursynbaj 3' (sam.) | 1:2Raport | Kazachstan U-21 · Siejdachmiet 62' · Kerіmow 90+4' | Stadion Pod Goricom, Podgorica Widzów: 1000 Sędzia: Giorgi Kruaszwili |
|                           |                                       |           |                                                    |                                                                       |

| 6 września 2019 15:00 CET | Kazachstan U-21 | 0:1Raport | Hiszpania U-21 · Olmo 28' (k.) | Astana Arena, Astana Widzów: 5149 Sędzia: Nicholas Walsh |
|                           |                 |           |                                |                                                          |

| 6 września 2019 20:00 CET | Czarnogóra U-21 · Krstović 19', 30' (k.) · Vukotić 44' (k.) | 3:0Raport | Wyspy Owcze U-21 | Stadion Kraj Bistrice, Nikšić Widzów: 438 Sędzia: Barbeno Luca |
|                           |                                                             |           |                  |                                                                |

| 10 września 2019 15:00 CET | Kazachstan U-21 · Szwyriew 22' | 1:2Raport | Izrael U-21 · Almog 2' · Josefi 83' | Astana Arena, Astana Widzów: 1500 Sędzia: Zawen Howhannisjan |
|                            |                                |           |                                     |                                                              |

| 10 września 2019 16:00 CET | Macedonia Północna U-21 · Mitrowski 26', 45+3', 85' · Czurlinow 32', 88' · Daci 59' · Liczina 62' | 7:1Raport | Wyspy Owcze U-21 · Andreasen 19' (k.) | Centrum Treningowe im. Petara Miłoszewskiego, Skopje Widzów: 278 Sędzia: Jason Barcelo |
|                            |                                                                                                   |           |                                       |                                                                                        |

| 10 września 2019 19:45 CET | Hiszpania U-21 · Olmo 3', 9' | 2:0Raport | Czarnogóra U-21 | Nou Estadi Castàlia, Castellón de la Plana Widzów: 4669 Sędzia: Aleksiej Matiunin |
|                            |                              |           |                 |                                                                                   |

| 10 października 2019 17:00 CET | Czarnogóra U-21 · Skenderović 10' | 1:2Raport | Macedonia Północna U-21 · Atanasow 14', 33' (k.) | DG Arena, Podgorica Widzów: 1000 Sędzia: Stephan Klossner |
|                                |                                   |           |                                                  |                                                           |

| 15 października 2019 14:30 CET | Macedonia Północna U-21 · Ristowski 20' | 1:1Raport | Kazachstan U-21 · Omіrtajew 75' | Centrum Treningowe im. Petara Miłoszewskiego, Skopje Widzów: 680 Sędzia: Mykoła Bałakin |
|                                |                                         |           |                                 |                                                                                         |

| 15 października 2019 18:35 CET | Izrael U-21 · Baribo 8', 53' · Malede 86' | 3:1Raport | Wyspy Owcze U-21 · Samuelsen 64' | Stadion ha-Moszawa, Petach Tikwa Widzów: 1050 Sędzia: Ian McNabb |
|                                |                                           |           |                                  |                                                                  |

| 15 października 2019 18:45 CET | Czarnogóra U-21 | 0:2Raport | Hiszpania U-21 · Buñuel 34' · Cucurella 62' | Stadion Pod Goricom, Podgorica Widzów: 2458 Sędzia: Halil Umut Meler |
|                                |                 |           |                                             |                                                                      |

| 14 listopada 2019 19:05 CET | Izrael U-21 | 0:0Raport | Czarnogóra U-21 | Stadion Samiego Ofera, Hajfa Widzów: 2050 Sędzia: Iwan Arwel Griffith |
|                             |             |           |                 |                                                                       |

| 14 listopada 2019 19:45 CET | Hiszpania U-21 · Manu García 7' · Serafimow 47' (sam.) · Pedrosa 87' | 3:0Raport | Macedonia Północna U-21 | Estadio Municipal de Santo Domingo, Alcorcón Widzów: 2033 Sędzia: Mads-Kristoffer Kristoffersen |
|                             |                                                                      |           |                         |                                                                                                 |

| 19 listopada 2019 18:30 CET | Izrael U-21 · Karcew 81' (k.) | 1:1Raport | Hiszpania U-21 · Óscar 50' | Stadion Ramat Gan, Ramat Gan Sędzia: Duje Strukan |
|                             |                               |           |                            |                                                   |

| 2 września 2020 18:00 CET | Wyspy Owcze U-21 · Mikkelsen 53' · Radosavljevic 78' · Knudsen 84' | 3:1Raport | Izrael U-21 · Josefi 36' (k.) | Svangaskarð, Toftir Widzów: 0 Sędzia: Helgi Mikael Jónasson |
|                           |                                                                    |           |                               |                                                             |

| 3 września 2020 15:00 CET | Kazachstan U-21 | 0:4Raport | Czarnogóra U-21 · Osmajić 59', 65' · Rakonjac 80' · Vukotić 90+3' | Stadion Centralny w Ałmaty, Ałmaty Widzów: 0 Sędzia: Rahim Hasanov |
|                           |                 |           |                                                                   |                                                                    |

| 3 września 2020 18:45 CET | Macedonia Północna U-21 | 0:1Raport | Hiszpania U-21 · Duro 84' (k.) | Nacionałna Arena „Tosze Proeski”, Skopje Widzów: 0 Sędzia: Horațiu Feșnic |
|                           |                         |           |                                |                                                                           |

| 8 września 2020 15:00 CET | Wyspy Owcze U-21 · Knudsen 85' | 1:2Raport | Macedonia Północna U-21 · Ristowski 17' · Ackovski 81' | Tórsvøllur, Tórshavn Widzów: 0 Sędzia: Rohit Saggi |
|                           |                                |           |                                                        |                                                    |

| 8 września 2020 18:40 CET | Izrael U-21 · Shviro 90+2' | 1:2Raport | Kazachstan U-21 · Astanow 45+2' · Omіrtajew 90+5' | Green Stadium, Nacerat Illit Widzów: 0 Sędzia: Genc Nuza |
|                           |                            |           |                                                   |                                                          |

| 8 października 2020 13:00 CET | Kazachstan U-21 · Omіrtajew 52' | 1:4Raport | Macedonia Północna U-21 · Czurlinow 38', 48' · Atanasow 41' · Mitrowski 67' | Stadion Centralny w Ałmaty, Ałmaty Sędzia: Lukas Fähndrich |
|                               |                                 |           |                                                                             |                                                            |

| 8 października 2020 18:00 CET | Czarnogóra U-21 · Krstović 50' | 1:2Raport | Izrael U-21 · Almog 15' (k.), 83' | DG Arena, Podgorica Sędzia: Denys Szurman |
|                               |                                |           |                                   |                                           |

| 8 października 2020 18:45 CET | Wyspy Owcze U-21 | 0:2Raport | Hiszpania U-21 · Díaz 51', 90+1' | Tórsvøllur, Tórshavn Sędzia: David Munro |
|                               |                  |           |                                  |                                          |

| 13 października 2020 14:30 CET | Macedonia Północna U-21 · Atanasow 90+5' | 1:1Raport | Izrael U-21 · Elias 21' | Centrum Treningowe im. Petara Miłoszewskiego, Skopje Sędzia: Nicholas Walsh |
|                                |                                          |           |                         |                                                                             |

| 13 października 2020 18:00 CET | Wyspy Owcze U-21 · Radosavljevic 29' | 1:0Raport | Czarnogóra U-21 | Svangaskarð, Toftir Sędzia: Atanasios Dzilos |
|                                |                                      |           |                 |                                              |

| 13 października 2020 18:45 CET | Hiszpania U-21 · Guillamón 65' · Gómez 71', 85' | 3:0Raport | Kazachstan U-21 | Estadio Municipal de Santo Domingo, Alcorcón Sędzia: Wolen Czinkow |
|                                |                                                 |           |                 |                                                                    |

| 12 listopada 2020 18:30 CET | Izrael U-21 · Josefi 1' | 1:1Raport | Macedonia Północna U-21 · Atanasow 76' | Stadion Netanja, Netanja Sędzia: Denys Szurman |
|                             |                         |           |                                        |                                                |

| 12 listopada 2020 19:00 CET | Hiszpania U-21 · Pedrosa 67' · López 87' | 2:0Raport | Wyspy Owcze U-21 | Estadio Municipal Antonio Lorenzo Cuevas, Marbella Sędzia: Admir Šehović |
|                             |                                          |           |                  |                                                                          |

| 17 listopada 2020 12:00 CET | Kazachstan U-21 · Kerіmow 65' · Omіrtajew 85' (k.) | 2:3Raport | Wyspy Owcze U-21 · Radosavljevic 20' · Knudsen 50' · Johannesen 64' | Stadion Każymukana Mungajtpasuly w Szymkencie, Szymkent Sędzia: Visar Kastrati |
|                             |                                                    |           |                                                                     |                                                                                |

| 17 listopada 2020 13:30 CET | Macedonia Północna U-21 · Gjorgijewski 13' · Miowski 78' (k.) | 2:1Raport | Czarnogóra U-21 · Krstović 86' | Centrum Treningowe im. Petara Miłoszewskiego, Skopje Sędzia: Christopher Jaeger |
|                             |                                                               |           |                                |                                                                                 |

| 17 listopada 2020 18:45 CET | Hiszpania U-21 · López 65' (k.) · Barrenetxea 75' · Moncayola 89' | 3:0Raport | Izrael U-21 | Estadio Municipal Antonio Lorenzo Cuevas, Marbella Sędzia: Mario Zebec |
|                             |                                                                   |           |             |                                                                        |

### Grupa 7
| Reprezentacja     | M  | W | R | P | Br+ | Br- | +/- | Pkt. |
| ----------------- | -- | - | - | - | --- | --- | --- | ---- |
| Holandia U-21 (A) | 10 | 9 | 0 | 1 | 46  | 5   | +41 | 27   |
| Portugalia U-21   | 10 | 9 | 0 | 1 | 29  | 9   | +20 | 27   |
| Norwegia U-21     | 8  | 3 | 1 | 4 | 14  | 16  | -2  | 10   |
| Białoruś U-21     | 9  | 2 | 2 | 5 | 15  | 21  | -6  | 8    |
| Cypr U-21         | 9  | 2 | 1 | 6 | 8   | 24  | -16 | 7    |
| Gibraltar U-21    | 8  | 0 | 0 | 8 | 0   | 37  | -37 | 0    |

| 20 marca 2019 14:30 CET | Cypr U-21 · Roles 62' | 1:0Raport | Gibraltar U-21 | Stadion Ammochostos, Larnaka Widzów: 240 Sędzia: Genc Nuza |
|                         |                       |           |                |                                                            |

| 8 czerwca 2019 13:00 CET | Białoruś U-21 · Szkurdziuk 31' · Bachar 45+2', 75', 84' · Padstrełau 55' · Klannio 68', 78', 90' · Alszanik 72' · Piatrenka 80' | 10:0Raport | Gibraltar U-21 | Stadion Tarpieda w Żodzinie, Żodzino Widzów: 1123 Sędzia: Yigal Frid |
|                          | |            |                |                                                                      |

| 5 września 2019 21:45 CET | Portugalia U-21 · Trincão 8' · Mota 13', 60' · Queirós 66' | 4:0Raport | Gibraltar U-21 | Complexo Desportivo FC Alverca, Alverca do Ribatejo Widzów: 4783 Sędzia: Roomer Tarajev |
|                           |                                                            |           |                |                                                                                         |

| 6 września 2019 19:00 CET | Norwegia U-21 · Heintz 19' · Thorstvedt 56' | 2:1Raport | Cypr U-21 · Polikarpu 74' | Marienlyst Stadion, Drammen Widzów: 590 Sędzia: Furkat Atażanow |
|                           |                                             |           |                           |                                                                 |

| 10 września 2019 19:00 CET | Holandia U-21 · Koopmeiners 16' (k.) · De Wit 26', 86' · Sierhuis 29' · Zeefuik 90' | 5:1Raport | Cypr U-21 · Sotiriou 11' | De Vijverberg, Doetinchem Widzów: 5500 Sędzia: Denys Szurman |
|                            |                                                                                     |           |                          |                                                              |

| 10 września 2019 19:00 CET | Białoruś U-21 | 0:2Raport | Portugalia U-21 · Leão 68' · Mota 90+4' | Stadion Tarpieda w Żodzinie, Żodzino Widzów: 1370 Sędzia: Joanis Papadopulos |
|                            |               |           |                                         |                                                                              |

| 11 października 2019 17:00 CET | Białoruś U-21 · Hraczycha 58' | 1:1Raport | Norwegia U-21 · Bohinen 79' | Stadion Tarpieda w Żodzinie, Żodzino Widzów: 300 Sędzia: Enea Jorgji |
|                                |                               |           |                             |                                                                      |

| 11 października 2019 18:30 CET | Holandia U-21 · Boadu 8', 84' · Koopmeiners 50' (k.) · Stengs 90+4' | 4:2Raport | Portugalia U-21 · Queirós 42' · Fernandes 64' (k.) | De Vijverberg, Doetinchem Widzów: 8025 Sędzia: Roi Reinshreiber |
|                                |                                                                     |           |                                                    |                                                                 |

| 15 października 2019 14:30 CET | Cypr U-21 · Sielis 37' | 1:1Raport | Białoruś U-21 · Hraczycha 68' | Stadion Ammochostos, Larnaka Widzów: 149 Sędzia: Michal Ocenáš |
|                                |                        |           |                               |                                                                |

| 15 października 2019 18:30 CET | Norwegia U-21 | 0:4Raport | Holandia U-21 · Van Drongelen 30', 90+5' · Stengs 47' · De Wit 67' | Marienlyst Stadion, Drammen Widzów: 1100 Sędzia: Marco Di Bello |
|                                |               |           |                                                                    |                                                                 |

| 14 listopada 2019 19:00 CET | Gibraltar U-21 | 0:6Raport | Holandia U-21 · Gakpo 16', 63' · De Wit 38', 66', 76' · Redan 88' | Victoria Stadium, Gibraltar Widzów: 720 Sędzia: Emanuil Skulas |
|                             |                |           |                                                                   |                                                                |

| 15 listopada 2019 13:30 CET | Cypr U-21 · Neofitu 20' | 1:2Raport | Norwegia U-21 · Thorstvedt 72', 85' | Stadion Ammochostos, Larnaka Sędzia: Suren Balijan |
|                             |                         |           |                                     |                                                    |

| 19 listopada 2019 18:30 CET | Norwegia U-21 · Thorstvedt 83' (k.) · Larsen 90' | 2:3Raport | Portugalia U-21 · Vieira 2', 78' · Jota 20' | Marienlyst Stadion, Drammen Sędzia: Siergiej Łapoczkin |
|                             |                                                  |           |                                             |                                                        |

| 19 listopada 2019 20:00 CET | Gibraltar U-21 | 0:2Raport | Białoruś U-21 · Siadźko 25' (k.) · Szkuryn 59' | Victoria Stadium, Gibraltar Sędzia: Bram Van Driessche |
|                             |                |           |                                                |                                                        |

| 4 września 2020 18:00 CET | Norwegia U-21 · Hauge 14' (k.) · Risa 23', 79' · Larsen 70' (k.), 80', 90+1' (k.) | 6:0Raport | Gibraltar U-21 | Marienlyst Stadion, Drammen Widzów: 0 Sędzia: Oskari Hämäläinen |
|                           |                                                                                   |           |                |                                                                 |

| 4 września 2020 18:00 CET | Cypr U-21 | 0:4Raport | Portugalia U-21 · Leite 8', 28' · Jota 54' · João Mário 86' | AEK Arena, Larnaka Widzów: 0 Sędzia: Urs Schnyder |
|                           |           |           |                                                             |                                                   |

| 4 września 2020 18:00 CET | Białoruś U-21 | 0:7Raport | Holandia U-21 · Boadu 3', 34' · Koopmeiners 9' (k.) · De Wit 55', 68' · Sierhuis 82' · Harroui 90+1' | Stadion Tarpieda w Żodzinie, Żodzino Widzów: 0 Sędzia: Dumitru Muntean |
|                           |               |           | |                                                                        |

| 8 września 2020 20:00 CET | Holandia U-21 · Lang 83' · Boadu 90+3' | 2:0Raport | Norwegia U-21 | Yanmar Stadion, Almere Widzów: 0 Sędzia: Karim Abed |
|                           |                                        |           |               |                                                     |

| 8 października 2020 20:00 CET | Holandia U-21 · De Wit 7', 24' · Kadioglu 39' · Zeefuik 70' · Ekkelenkamp 78' | 5:0Raport | Gibraltar U-21 | De Koel, Venlo Widzów: 0 Sędzia: Christopher Jaeger |
|                               |                                                                               |           |                |                                                     |

| 9 października 2020 17:00 CET | Białoruś U-21 · Dawyskiba 87' (k.) | 1:2Raport | Cypr U-21 · Sotiriou 7' · Peratikos 48' | Stadion Tarpieda w Żodzinie, Żodzino Sędzia: Tihomir Pejin |
|                               |                                    |           |                                         |                                                            |

| 9 października 2020 20:30 CET | Portugalia U-21 · Neto 6', 16' · Ferreira 69' · Mota 88' | 4:1Raport | Norwegia U-21 · Larsen 34' | Estádio António Coimbra da Mota, Estoril Sędzia: Vilhjalmur Thorarinsson |
|                               |                                                          |           |                            |                                                                          |

| 13 października 2020 18:00 CET | Cypr U-21 | 0:7Raport | Holandia U-21 · Gravenberch 22' · Ekkelenkamp 50', 65' · Sierhuis 51', 73', 90' (k.) · Boadu 82' | AEK Arena, Larnaka Sędzia: Eldorjan Hamiti |
|                                |           |           |                                                                                                  |                                            |

| 13 października 2020 19:00 CET | Gibraltar U-21 | 0:3Raport | Portugalia U-21 · Jota 16' · Pote 50', 80' | Victoria Stadium, Gibraltar Sędzia: Fyodor Zammit |
|                                |                |           |                                            |                                                   |

| 12 listopada 2020 20:30 CET | Portugalia U-21 · Prischepa 3' (sam.) · Vieira 19' (k.) · Ramos 90' (k.) | 3:0Raport | Białoruś U-21 | Estádio Municipal de Portimão, Portimão Sędzia: Fedayi San |
|                             |                                                                          |           |               |                                                            |

| 13 listopada 2020 19:00 CET | Gibraltar U-21 | Raport | Norwegia U-21 | Victoria Stadium, Gibraltar |
|                             |                |        |               |                             |

| 15 listopada 2020 14:30 CET | Holandia U-21 · Sierhuis 30', 64', 83' · Boadu 31', 47' | 5:0Raport | Białoruś U-21 | Yanmar Stadion, Almere Sędzia: Jens Maae |
|                             |                                                         |           |               |                                          |

| 15 listopada 2020 20:30 CET | Portugalia U-21 · Fernandes 45+1' (k.) · Queirós 68' | 2:1Raport | Cypr U-21 · Artimatas 2' | Estádio Municipal da Bela Vista, Parchal Sędzia: Barbeno Luca |
|                             |                                                      |           |                          |                                                               |

| 18 listopada 2020 | Norwegia U-21 | Raport | Białoruś U-21 | Marienlyst Stadion, Drammen |
|                   |               |        |               |                             |

| 18 listopada 2020 19:00 CET | Gibraltar U-21 | Raport | Cypr U-21 | Victoria Stadium, Gibraltar |
|                             |                |        |           |                             |

| 18 listopada 2020 20:30 CET | Portugalia U-21 · Vieira 2', 53' | 2:1Raport | Holandia U-21 · Gakpo 42' | Estádio Cidade de Barcelos, Barcelos Sędzia: Nicholas Walsh |
|                             |                                  |           |                           |                                                             |

### Grupa 8
| Reprezentacja          | M  | W | R | P | Br+ | Br- | +/- | Pkt. |
| ---------------------- | -- | - | - | - | --- | --- | --- | ---- |
| Dania U-21 (A)         | 10 | 8 | 2 | 0 | 21  | 9   | +12 | 26   |
| Rumunia U-21           | 10 | 6 | 2 | 2 | 22  | 7   | +15 | 20   |
| Ukraina U-21           | 10 | 5 | 1 | 4 | 17  | 11  | +6  | 16   |
| Finlandia U-21         | 10 | 4 | 1 | 5 | 14  | 15  | -1  | 13   |
| Irlandia Północna U-21 | 10 | 2 | 3 | 5 | 7   | 13  | -6  | 9    |
| Malta U-21             | 10 | 0 | 1 | 9 | 4   | 30  | -26 | 1    |

| 6 września 2019 17:30 CET | Ukraina U-21 | 0:2Raport | Finlandia U-21 · Källman 18' · Valakari 81' (k.) | Sławutycz Arena, Zaporoże Widzów: 3779 Sędzia: Tihomir Pejin |
|                           |              |           |                                                  |                                                              |

| 6 września 2019 20:30 CET | Irlandia Północna U-21 | 0:0Raport | Malta U-21 | Ballymena Showgrounds, Ballymena Widzów: 3824 Sędzia: Ferenc Karakó |
|                           |                        |           |            |                                                                     |

| 10 września 2019 17:30 CET | Ukraina U-21 · Topałow 17' · Rusyn 21' · Ledniew 40' · Citaiszwili 83' | 4:0Raport | Malta U-21 | Sławutycz Arena, Zaporoże Widzów: 3038 Sędzia: Juxhin Xhaja |
|                            |                                                                        |           |            |                                                             |

| 10 września 2019 18:00 CET | Finlandia U-21 · Valakari 4' | 1:1Raport | Irlandia Północna U-21 · Thompson 35' | Raatti Stadium, Oulu Widzów: 3666 Sędzia: Julian Weinberger |
|                            |                              |           |                                       |                                                             |

| 10 września 2019 18:30 CET | Dania U-21 · Olsen 3', 55' | 2:1Raport | Rumunia U-21 · Coman 80' | Aalborg Portland Park, Aalborg Widzów: 1702 Sędzia: Erez Papir |
|                            |                            |           |                          |                                                                |

| 10 października 2019 18:00 CET | Finlandia U-21 · Assehnoun 24' · Källman 32' · Vella 38' (sam.) · Valakari 66' | 4:0Raport | Malta U-21 | Veritas Stadion, Turku Widzów: 1320 Sędzia: Robert Ian Jenkins |
|                                |                                                                                |           |            |                                                                |

| 10 października 2019 18:00 CET | Dania U-21 · Poulsen 30' · Odgaard 86' | 2:1Raport | Irlandia Północna U-21 · Dunwoody 57' | Aalborg Portland Park, Aalborg Widzów: 647 Sędzia: Donatas Rumšas |
|                                |                                        |           |                                       |                                                                   |

| 10 października 2019 19:30 CET | Rumunia U-21 · Moruțan 75' · Petre 80', 90+4' | 3:0Raport | Ukraina U-21 | Stadionul Ilie Oană, Ploeszti Widzów: 5563 Sędzia: Bartosz Frankowski |
|                                |                                               |           |              |                                                                       |

| 14 października 2019 18:00 CET | Finlandia U-21 | 0:1Raport | Dania U-21 · Nartey 12' | Pori Stadium, Pori Widzów: 1510 Sędzia: Peter Kralović |
|                                |                |           |                         |                                                        |

| 14 października 2019 19:30 CET | Rumunia U-21 · Băluță 48' · Mihăilă 59' · Ciobanu 67' | 3:0Raport | Irlandia Północna U-21 | Stadionul Anghel Iordănescu, Voluntari Widzów: 4067 Sędzia: Nejc Kajtazovic |
|                                |                                                       |           |                        |                                                                             |

| 14 listopada 2019 19:00 CET | Rumunia U-21 · Mihăilă 8', 16', 78' · Hyvärinen 45+5' (sam.) | 4:1Raport | Finlandia U-21 · Kairinen 3' | Stadionul Anghel Iordănescu, Voluntari Widzów: 2325 Sędzia: Robert Hennessy |
|                             |                                                              |           |                              |                                                                             |

| 15 listopada 2019 17:30 CET | Ukraina U-21 · Rusyn 63' · Citaiszwili 73' | 2:3Raport | Dania U-21 · Olsen 5', 24', 59' | Arena Lwów, Lwów Sędzia: Adrien Jaccottet |
|                             |                                            |           |                                 |                                           |

| 19 listopada 2019 18:00 CET | Dania U-21 · Larsen 1', 40' (k.) · Nelsson 4' · Odgaard 15' · Olsen 67' | 5:1Raport | Malta U-21 · Pulis 44' | Aalborg Portland Park, Aalborg Sędzia: Luis Teixeira |
|                             |                                                                         |           |                        |                                                      |

| 19 listopada 2019 18:30 CET | Irlandia Północna U-21 | 0:0Raport | Rumunia U-21 | Ballymena Showgrounds, Ballymena Sędzia: Kai Erik Steen |
|                             |                        |           |              |                                                         |

| 4 września 2020 18:00 CET | Malta U-21 | 0:2Raport | Irlandia Północna U-21 · Larkin 58' · Parkhouse 68' | Centenary Stadium, Ta’ Qali Widzów: 0 Sędzia: Michal Očenáš |
|                           |            |           |                                                     |                                                             |

| 4 września 2020 18:00 CET | Dania U-21 · Jakobsen 90+5' | 1:1Raport | Ukraina U-21 · Sikan 74' | Aalborg Portland Park, Aalborg Widzów: 0 Sędzia: Jochem Kamphuis |
|                           |                             |           |                          |                                                                  |

| 4 września 2020 18:00 CET | Finlandia U-21 · Soisalo 25' | 1:3Raport | Rumunia U-21 · Olaru 22' · Mihăilă 58' · Ciobanu 85' | Veritas Stadion, Turku Widzów: 0 Sędzia: Anastasios Papapetru |
|                           |                              |           |                                                      |                                                               |

| 8 września 2020 18:00 CET | Malta U-21 | 0:3Raport | Rumunia U-21 · Man 7' · Costache 42' (k.) · Haruț 84' | Centenary Stadium, Ta’ Qali Widzów: 0 Sędzia: Gergő Bogár |
|                           |            |           |                                                       |                                                           |

| 8 września 2020 18:00 CET | Irlandia Północna U-21 | 0:1Raport | Dania U-21 · Olsen 76' (k.) | Ballymena Showgrounds, Ballymena Widzów: 0 Sędzia: Igor Pajac |
|                           |                        |           |                             |                                                               |

| 8 września 2020 18:00 CET | Finlandia U-21 | 0:2Raport | Ukraina U-21 · Konopla 23' · Sikan 45+3' | Stadion Olimpijski, Helsinki Widzów: 0 Sędzia: Thorvaldur Árnason |
|                           |                |           |                                          |                                                                   |

| 9 października 2020 17:30 CET | Ukraina U-21 · Bułeca 80' (k.) | 1:0Raport | Rumunia U-21 | Obołoń Arena, Kijów Sędzia: Furkat Atażanow |
|                               |                                |           |              |                                             |

| 9 października 2020 18:00 CET | Malta U-21 · Attard 52' | 1:3Raport | Dania U-21 · Laursen 68' · Damsgaard 84' · Lindstrøm 90+3' | Centenary Stadium, Ta’ Qali Sędzia: Aristotelis Diamandopulos |
|                               |                         |           |                                                            |                                                               |

| 9 października 2020 19:00 CET | Irlandia Północna U-21 · O’Neill 23', 59' | 2:3Raport | Finlandia U-21 · Stavitski 44' · Soisalo 62' · Skyttä 68' | Ballymena Showgrounds, Ballymena Sędzia: Vitor Fernandes Ferreira |
|                               |                                           |           |                                                           |                                                                   |

| 13 października 2020 18:00 CET | Dania U-21 · Jensen 2', 60' | 2:1Raport | Finlandia U-21 · Forss 51' (k.) | Aalborg Portland Park, Aalborg Sędzia: Besfort Kasumi |
|                                |                             |           |                                 |                                                       |

| 13 października 2020 19:00 CET | Rumunia U-21 · Mățan 17' · Man 27', 40' (k.) · Ganea 36' | 4:1Raport | Malta U-21 · Elouni 51' | Stadionul Marin Anastasovici, Giurgiu Sędzia: Visar Kastrati |
|                                |                                                          |           |                         |                                                              |

| 13 października 2020 19:00 CET | Irlandia Północna U-21 · O’Neill 61' | 1:0Raport | Ukraina U-21 | Ballymena Showgrounds, Ballymena Sędzia: Barbeno Luca |
|                                |                                      |           |              |                                                       |

| 13 listopada 2020 17:00 CET | Malta U-21 · Elouni 47' | 1:4Raport | Ukraina U-21 · Kucharewycz 4', 32' · Miłowanow 79' · Szewcow 90+2' | Centenary Stadium, Ta’ Qali Sędzia: Pavel Rejzek |
|                             |                         |           |                                                                    |                                                  |

| 17 listopada 2020 15:00 CET | Malta U-21 | 0:1Raport | Finlandia U-21 · Källman 18' | Centenary Stadium, Ta’ Qali Sędzia: Nikoła Popow |
|                             |            |           |                              |                                                  |

| 17 listopada 2020 17:30 CET | Ukraina U-21 · Babohło 68' · Isajenko 70' · Kucharewycz 74' | 3:0Raport | Irlandia Północna U-21 | Stadion Kołos, Kowaliwka Sędzia: Rauf Jabarov |
|                             |                                                             |           |                        |                                               |

| 17 listopada 2020 19:30 CET | Rumunia U-21 · Costache 72' | 1:1Raport | Dania U-21 · Laursen 50' (k.) | Stadionul Ilie Oană, Ploeszti Sędzia: Goga Kikaczeiszwili |
|                             |                             |           |                               |                                                           |

### Grupa 9
| Reprezentacja             | M | W | R | P | Br+ | Br- | +/- | Pkt. |
| ------------------------- | - | - | - | - | --- | --- | --- | ---- |
| Niemcy U-21 (A)           | 8 | 6 | 0 | 2 | 22  | 10  | +12 | 18   |
| Belgia U-21               | 8 | 4 | 1 | 3 | 18  | 9   | +9  | 13   |
| Bośnia i Hercegowina U-21 | 8 | 3 | 2 | 3 | 9   | 7   | +2  | 11   |
| Walia U-21                | 8 | 3 | 0 | 5 | 8   | 15  | -7  | 9    |
| Mołdawia U-21             | 8 | 2 | 1 | 5 | 6   | 22  | -16 | 7    |

| 26 marca 2019 17:00 CET | Bośnia i Hercegowina U-21 · Šerbečić 23' · Mustedanagić 44', 55' · Ćavar 73' | 4:0Raport | Mołdawia U-21 | Stadion Grbavica, Sarajewo Widzów: 336 Sędzia: Zbynek Proske |
|                         |                                                                              |           |               |                                                              |

| 6 września 2019 18:00 CET | Walia U-21 · Johnson 3' | 1:0Raport | Belgia U-21 | Racecourse Ground, Wrexham Widzów: 304 Sędzia: Danilo Grujić |
|                           |                         |           |             |                                                              |

| 10 września 2019 20:00 CET | Belgia U-21 | 0:0Raport | Bośnia i Hercegowina U-21 | Stadion Den Dreef, Leuven Widzów: 823 Sędzia: Wolen Czinkow |
|                            |             |           |                           |                                                             |

| 10 września 2019 20:00 CET | Walia U-21 · Harris 48' (k.) | 1:5Raport | Niemcy U-21 · Hack 19', 24', 29' · Eggestein 41' · Fein 50' | Racecourse Ground, Wrexham Widzów: 841 Sędzia: Tomasz Musiał |
|                            |                              |           |                                                             |                                                              |

| 11 października 2019 16:00 CET | Mołdawia U-21 · Belousov 41', 47' (k.) | 2:1Raport | Walia U-21 · Broadhead 24' | Complexul Sportiv Raional Orhei, Orgiejów Widzów: 350 Sędzia: Ümit Öztürk |
|                                |                                        |           |                            |                                                                           |

| 15 października 2019 18:00 CET | Bośnia i Hercegowina U-21 | 0:2Raport | Niemcy U-21 · Kilian 29' · Nmecha 79' | Bilino Polje, Zenica Widzów: 2500 Sędzia: Jens Maae |
|                                |                           |           |                                       |                                                     |

| 15 października 2019 20:00 CET | Belgia U-21 · Openda 9' · Antonucci 29' · Vanheusden 76' · Doku 90+1' (k.) | 4:1Raport | Mołdawia U-21 · Cojocaru 33' | Stadion Den Dreef, Leuven Widzów: 886 Sędzia: Kaspar Sjöberg |
|                                |                                                                            |           |                              |                                                              |

| 17 listopada 2019 16:00 CET | Niemcy U-21 · Schlotterbeck 38' · Ache 81' | 2:3Raport | Belgia U-21 · Vanheusden 26' · Openda 43', 70' | Schwarzwald-Stadion, Fryburg Bryzgowijski Widzów: 16 504 Sędzia: Fábio José Costa Veríssimo |
|                             |                                            |           |                                                |                                                                                             |

| 19 listopada 2019 17:00 CET | Walia U-21 · Cullen 71' | 1:0Raport | Bośnia i Hercegowina U-21 | Racecourse Ground, Wrexham Widzów: 1282 Sędzia: Jeorjos Kominis |
|                             |                         |           |                           |                                                                 |

| 3 września 2020 18:15 CET | Niemcy U-21 · Berisha 11' · Nmecha 63' (k.) · Schlotterbeck 75' · Krüger 80' | 4:1Raport | Mołdawia U-21 · Carastoian 85' | Brita-Arena, Wiesbaden Widzów: 0 Sędzia: Nejc Kajzatović |
|                           |                                                                              |           |                                |                                                          |

| 4 września 2020 16:30 CET | Bośnia i Hercegowina U-21 · Resić 75' | 1:0Raport | Walia U-21 | Centrum treningowe N/FSBiH, Zenica Widzów: 0 Sędzia: Mykoła Bałakin |
|                           |                                       |           |            |                                                                     |

| 8 września 2020 16:00 CET | Belgia U-21 · Ndayishimiye 20', 60' (k.) · De Ketelaere 51' · Openda 77' | 4:1Raport | Niemcy U-21 · Nmecha 32' (k.) | Stadion Den Dreef, Leuven Widzów: 0 Sędzia: Michael Fabbri |
|                           |                                                                          |           |                               |                                                            |

| 8 września 2020 18:00 CET | Mołdawia U-21 · Crăciun 88' (k.) | 1:1Raport | Bośnia i Hercegowina U-21 · Beganović 51' | Stadion Zimbru, Kiszyniów Widzów: 0 Sędzia: Sebastian Gishamer |
|                           |                                  |           |                                           |                                                                |

| 9 października 2020 18:15 CET | Mołdawia U-21 | 0:5Raport | Niemcy U-21 · Nmecha 19', 25' (k.) · Özcan 41' · Burkardt 67' · Kother 90+2' | Stadion Zimbru, Kiszyniów Sędzia: Ferenc Karakó |
|                               |               |           |                                                                              |                                                 |

| 9 października 2020 20:00 CET | Belgia U-21 · Ndayishimiye 17' (k.) · Lokonga 20', 34' · Bataille 77' · Openda 81' (k.) | 5:0Raport | Walia U-21 | Stadion Den Dreef, Leuven Sędzia: Emanuil Skulas |
|                               |                                                                                         |           |            |                                                  |

| 13 października 2020 16:00 CET | Mołdawia U-21 · Furtună 38' | 1:0Raport | Belgia U-21 | Małaja sportiwnaja ariena sportkompleksa «Szerif», Tyraspol Sędzia: Pavel Orel |
|                                |                             |           |             |                                                                                |

| 13 października 2020 18:15 CET | Niemcy U-21 · Nmecha 29' | 1:0Raport | Bośnia i Hercegowina U-21 | Sportpark Ronhof, Fürth Sędzia: Boris Marhefka |
|                                |                          |           |                           |                                                |

| 13 listopada 2020 18:00 CET | Walia U-21 · Taylor 62' · Broadhead 77' (k.) · Touray 90+3' | 3:0Raport | Mołdawia U-21 | Racecourse Ground, Wrexham Sędzia: Lukas Sotiriu |
|                             |                                                             |           |               |                                                  |

| 17 listopada 2020 18:15 CET | Niemcy U-21 · Nmecha 17' (k.) · Burkardt 26' | 2:1Raport | Walia U-21 · Harris 34' | Eintracht-Stadion, Brunszwik Sędzia: Arman Ismuratow |
|                             |                                              |           |                         |                                                      |

| 17 listopada 2020 18:15 CET | Bośnia i Hercegowina U-21 · Savić 29' · Resić 31' · Kovač 70' | 3:2Raport | Belgia U-21 · De Smet 7' · Openda 90' (k.) | Stadion im. Asima Ferhatovicia Hasego, Sarajewo Sędzia: Yigal Frid |
|                             |                                                               |           |                                            |                                                                    |

### Klasyfikacja zespołów z drugich miejsc
Zasady ustalania kolejności w tabeli zespołów z drugich miejsc:
1. Liczba punktów
2. Różnica bramek
3. Liczba strzelonych goli
4. Gole strzelone na wyjeździe
5. Gra fair play w meczach grupowych
6. Losowanie

W przypadku grup sześciozespołowych wyniki osiągnięte w meczach przeciwko drużynie z ostatniego miejsca w tabeli nie będą wliczane do klasyfikacji.
| Grupa | Reprezentacja           | M | W | R | P | Br+ | Br- | +/- | Pkt. |
| ----- | ----------------------- | - | - | - | - | --- | --- | --- | ---- |
| 7     | Portugalia U-21 (A)     | 8 | 7 | 0 | 1 | 22  | 9   | +13 | 21   |
| 2     | Szwajcaria U-21 (A)     | 8 | 7 | 0 | 1 | 18  | 8   | +10 | 21   |
| 1     | Islandia U-21 (A)       | 8 | 5 | 0 | 3 | 14  | 12  | +2  | 15   |
| 4     | Chorwacja U-21 (A)      | 8 | 4 | 2 | 2 | 20  | 7   | +13 | 14   |
| 8     | Rumunia U-21 (A)        | 8 | 4 | 2 | 2 | 15  | 6   | +9  | 14   |
| 5     | Polska U-21             | 8 | 4 | 2 | 2 | 15  | 7   | +8  | 14   |
| 9     | Belgia U-21             | 8 | 4 | 1 | 3 | 18  | 9   | +9  | 13   |
| 6     | Macedonia Północna U-21 | 8 | 3 | 3 | 2 | 16  | 10  | +6  | 12   |
| 3     | Austria U-21            | 8 | 4 | 0 | 4 | 17  | 15  | +2  | 12   |